# Potentilla pusilla
Potentilla pusilla — вид квіткових рослин родини трояндових (Rosaceae).

## Біоморфологічна характеристика
2n=28, 35, 56. Дуже схожий на P. verna, але на всій рослині, особливо на нижній стороні листка, є крихітні зірчасті волоски між звичайними волосками (потрібне сильне збільшувальне скло!).

## Поширення
Зростає у Європі від Франції до України.
В Україні росте у Карпатах (околиці м. Мукачеве) та Буковині (околиці м. Чернівців).